# Johan Fredrik Grenser
Johan Fredrik Grenser född 1758 i Dresden, död 17 mars 1794 i Stockholm, var en tysk-svensk oboist och flöjtist.
Grenser kom från en musikersläkt och fick troligen sin utbildning i hemstaden innan han kom till Stockholm som 16-åring. Han tjänstgjorde som oboist i Kungliga Hovkapellet 1774-1783 och därefter som flöjtist till sin död.

## Biografi
Johan Fredrik Grenser föddes 1745. Han anställdes 1773 som oboist vid Kungliga Hovkapellet och slutade sin tjänst där 1783. Han blev samma år anställ som flöjtist vid Kungliga Hovkapellet och avlutade sin tjänst där 1795. Grenser avled 19 februari 1819. Han var gift med Maria Ekroth.

## Verk i urval

### Symfonier
- Sinfonia i D-dur
- Sinfonia i A-dur
- Sinfonia i B-dur
- Sinfonia alla posta (1779)

### Konserter
- Concerto C-dur för oboe (30/3 1783)
- Concerto B-dur à Clarinette-Solo (9/12 1792)

### Verk för röst och orkester
- Ah se t’adoro för röst och stråkorkester
- Med din sång du redan funnit seger i min ömma själ för sopran och orkester

### Scenisk musik
- Balettinlagor Akt 3 nr 5 i Gustaf Adolf och Ebba Brahe av Georg Joseph Vogler (12/10 1783)
- Uvertyr till Tillfället gör tjuven. Lyrisk komedi i två akter (1785)
- Slädpartiet. Balett
- Mölnare Balett/Pantomime Le meunieres provençeau uti en act af Hr Bournonville (14/3 1785). Version i Köpenhamn: Baletten Landsbye Mölleren componeret af Bournonville 1803 Pantomime componerad för herr Marcadet (1790?).

### Harmonimusik
- 6 partitor för fem blåsare
- En partita i C-dur för 2 oboer, 2 klarinetter, 2 horn och 2 fagotter
- Ytterligare fyra partitor

### Kammarmusik
- Six trios op. 1, quatre à deux flûtes & basse, deux à flûte, violon & basse (1777)
- Trietto i G-dur för flöjt, violin och klaver
- 6 duos för två klarinetter
- Bond Pålska för zittra ur Slädpartiet (3 dec. 1794)
- Baletter för luta ur comedin Natalia Narrischin (febr 1790)

### Klavermusik
- 5 marscher
- Polonaise i G-dur (1798)
- Theme af Åhlström varierat af Grenser (1798)